# Għajnsielem
Għajnsielem [ɐɪ̯nˈsɪːlɛm] ist eine Gemeinde im südöstlichen Teil der maltesischen Insel Gozo mit 3013 Einwohnern (Stand 31. Dezember 2020).

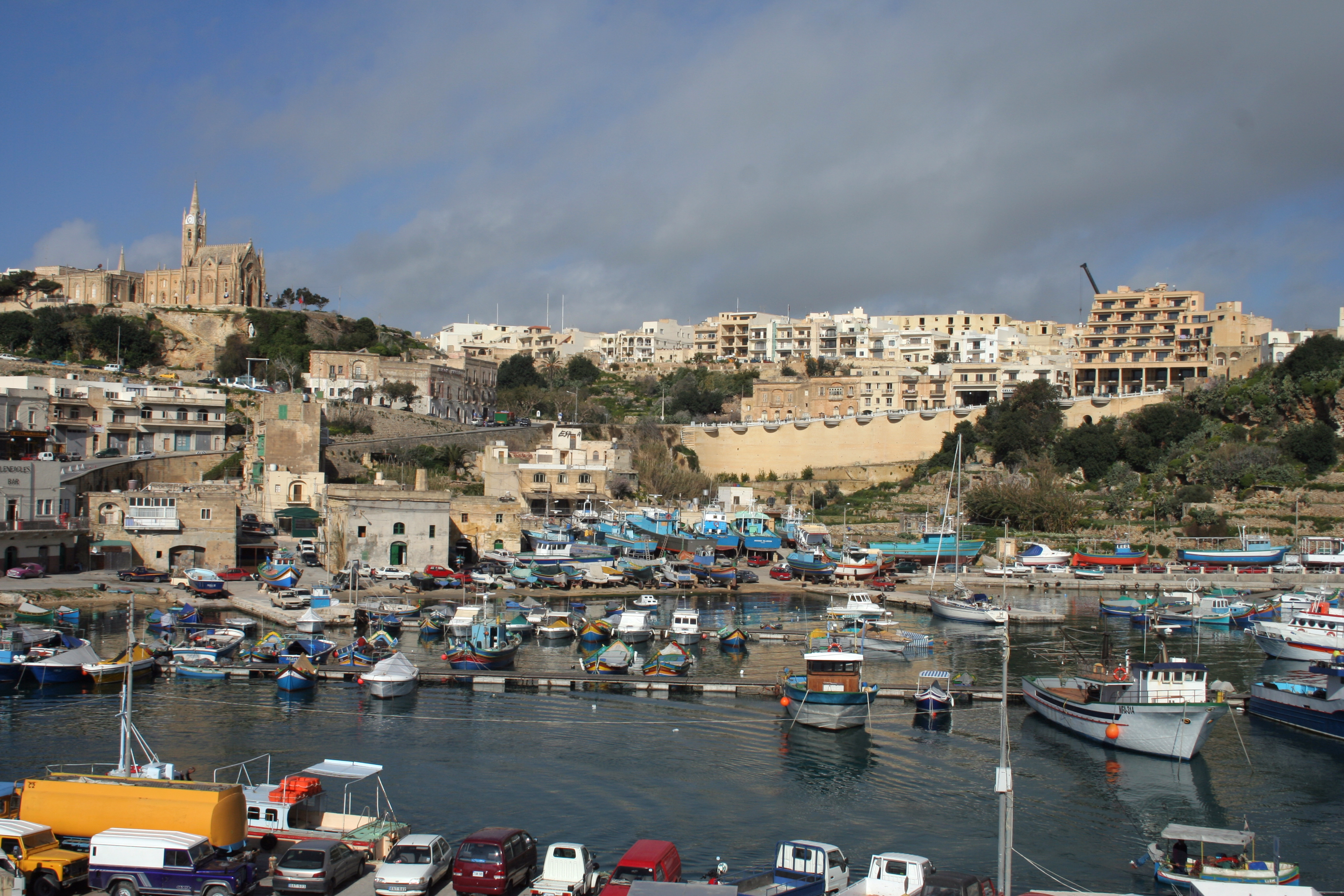
Blick über den Hafen von Għajnsielem auf die Ortschaft

Teil dieser Gemeinde ist der wichtigste Hafen Gozos, Mġarr, von dem die Fähren zur Hauptinsel Malta ablegen (nicht zu verwechseln mit Mġarr auf der Hauptinsel Malta). Die Inseln Comino (maltesisch Kemmuna) und Cominotto (maltesisch Kemmunett) im Gozokanal, der Meerenge zwischen Malta und Gozo, gehören ebenfalls zum Gemeindegebiet.

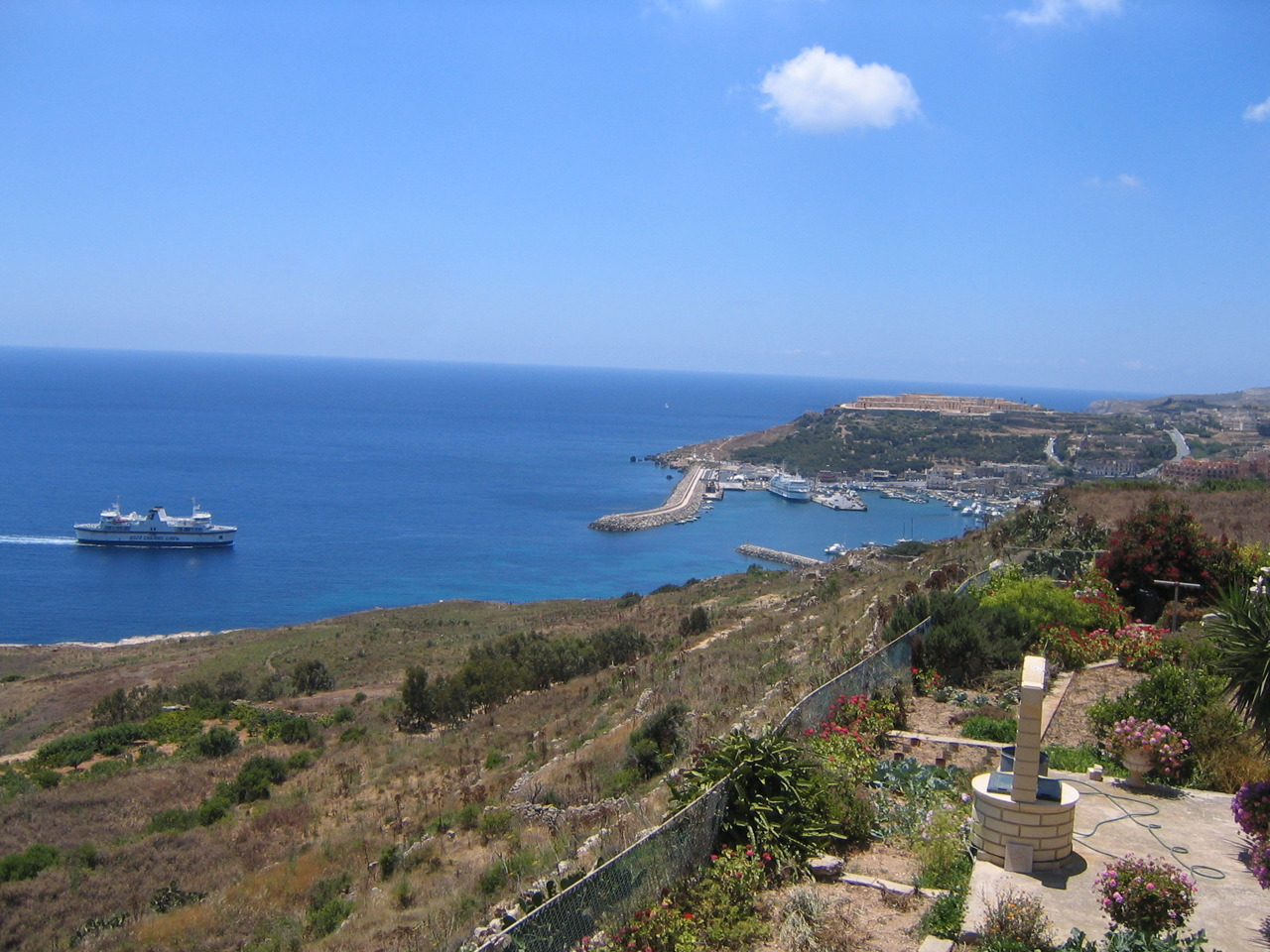
Hafen von Mġarr auf Gozo

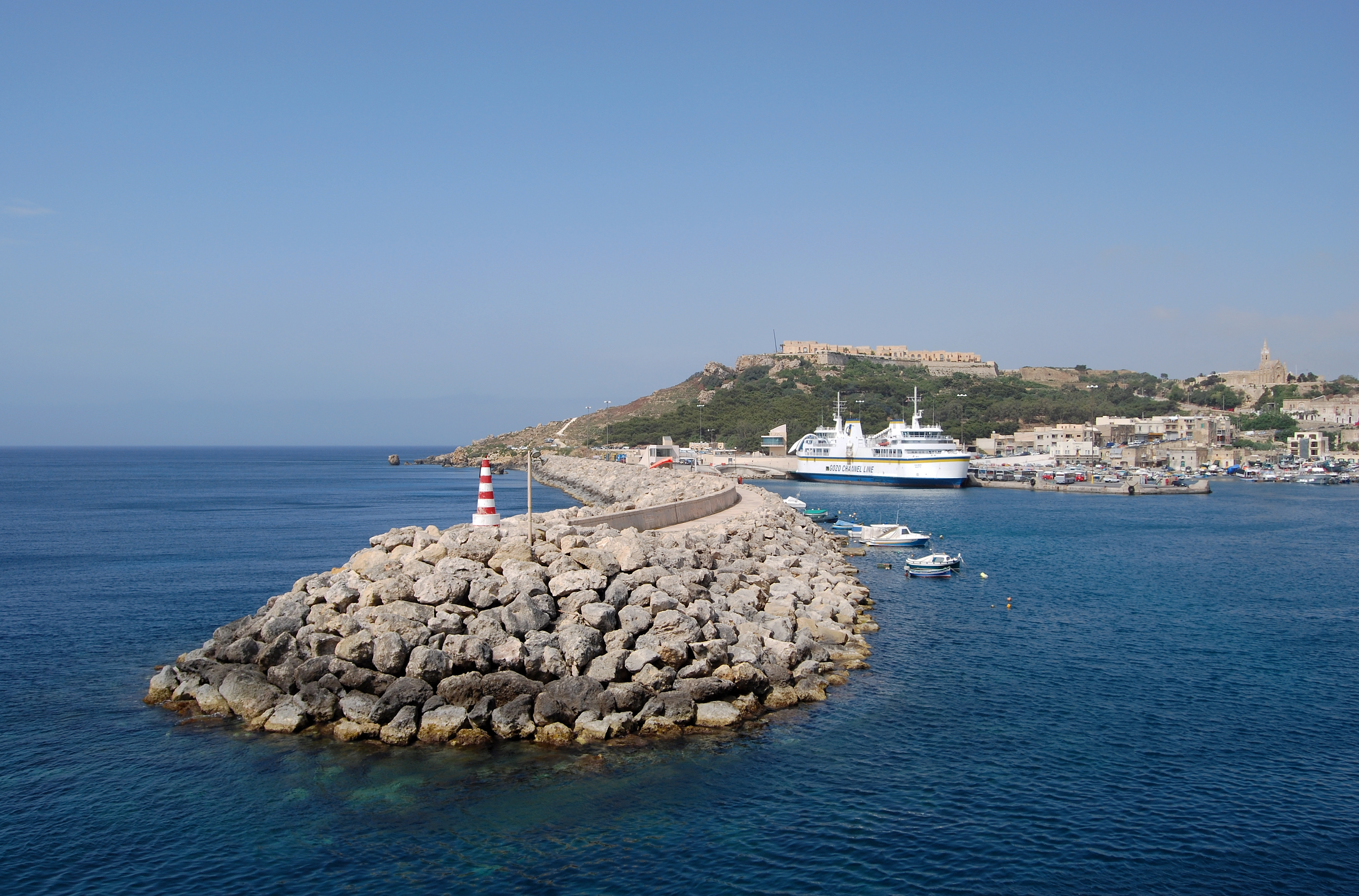
Einfahrt in den Hafen von Mġarr

## Etymologie
Der Ortsname ist zusammengesetzt aus għajn = Quelle und sielem, abgeleitet von semitisch sliem = Frieden, das sich jedoch auch auf den Personennamen Salim beziehen kann, womit der Ort die Bedeutung Salims Quelle erhält.

## Archäologische Funde
Għajnsielem ist ein Siedlungsplatz der maltesischen Tempelkultur auf der Insel Gozo. Er liegt westlich der Gabelung der Hauptstraßen Triq il-Qala und Triq l-Imġarr, die von Mġarr und Fort Chambray kommend über Għajnsielem in Richtung Xewkija führen.
Im Jahre 1988 gelang hier der spektakuläre Fund einer differenzierten Siedlungsarchitektur. Die Ausgräber fanden zwei Baustrukturen, die aus in den anstehenden Felsen eingetieften Mulden bestehen. Die umlaufenden, jedoch nicht vollständig erhaltenen Felsgrate einer ovalen und einer runden Struktur trugen noch die Reste des originalen Mauerwerks aus Lehmziegeln. Zwischen beiden fanden sich die Reste eines Lehmziegelpfeilers.
Die Strukturen gehören in die Ġgantija-Phase der Tempelkultur, als der Bau von Steintempeln bereits voll entwickelt war. Die Lehmziegelbauten von Għajnsielem zeigen wie jene von Skorba den Zusammenhang zwischen dieser, dem Zweck nach unbekannten Architektur und der Tempelbaukunst (kurvierte Grundrisse, Verzicht auf Fundamente – stattdessen Herrichtung von Felsmulden als Baugrund, Böden aus Torba (verschlämmte Masse) mit kleinsteiniger Unterfütterung).

### Das Oval
Die größere, ovale Struktur mit 8 m Länge und 5 m Breite ist ca. 0,4 m in den Felsen eingetieft, der umlaufende Felsgrat ist ca. 0,3 m breit. Die Mulde war mit Steinsplitt unterfüttert, der drei Schichten Torbaböden trug. Im Zentrum der Struktur lag ein bis zur Höhe von 0,3 m erhaltener Pfeilerrest aus Lehmziegeln, der ursprüngliche eine Dachkonstruktion im Zentrum abgestützt haben könnte.
Vorstellbar ist, dass die ovale Struktur wie vergleichbare in Skorba an der westlichen Breitseite einen Eingang besaß. Die architektonische Miniatur aus Ta’ Ħaġrat belegt, dass Ovalbauten nicht nur in Lehmziegel-, sondern auch in megalithischer Bauweise existierten.

### Der Kreis

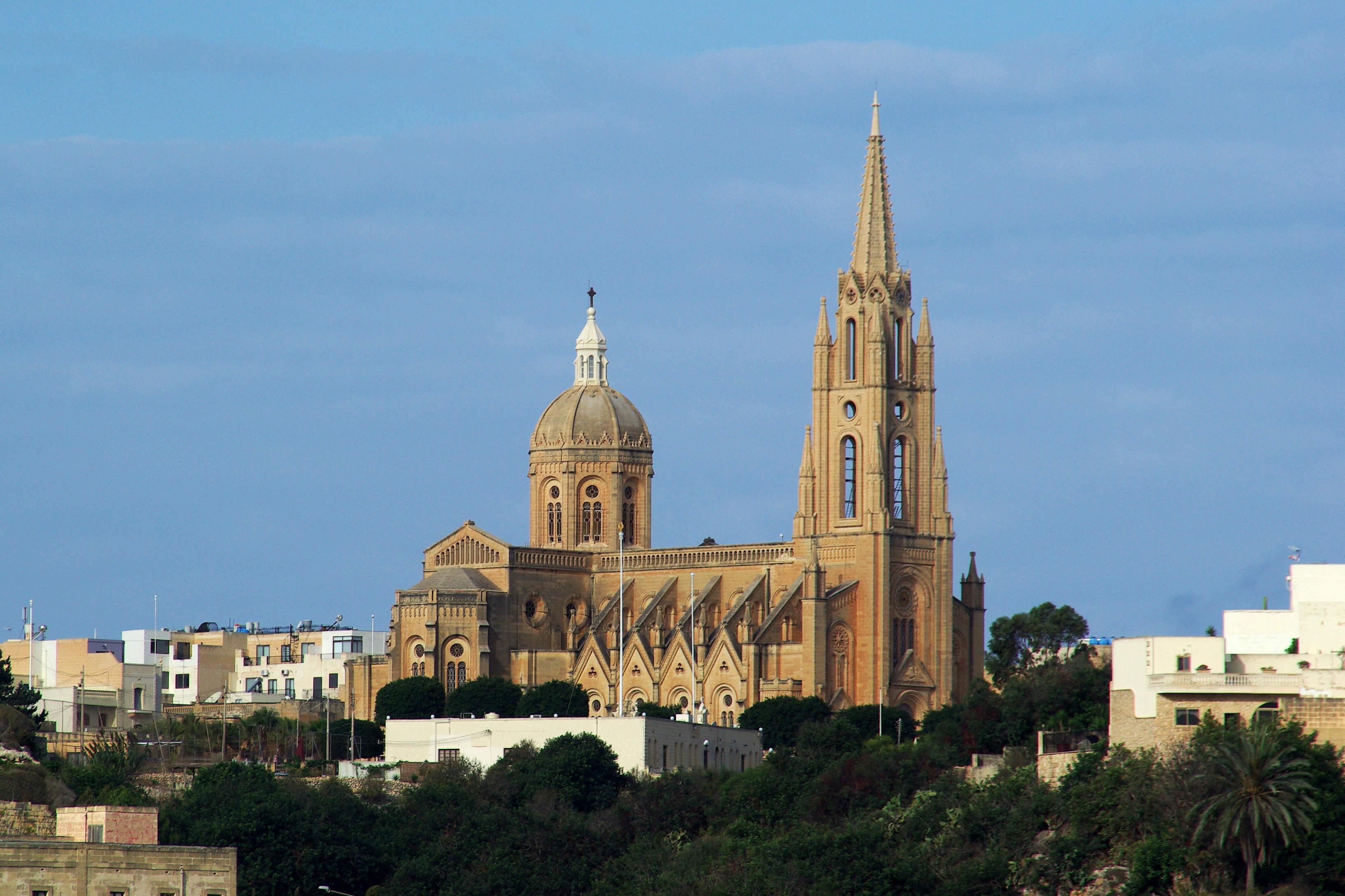
Pfarrkirche von Mġarr

Die kleinere, runde Struktur von etwa 2,5 m Durchmesser weist fünf übereinander liegende Torbaböden auf, die Spuren kontinuierlicher Ausbesserungen erkennen lassen.
Zwischen beiden stand ein in eine Felsvertiefung eingesetzter Pfeilerrest aus Lehmziegeln. Im Zentrum seiner Basis stand ein mit rotem Ocker bemalter Steinkegel (abgerundete Spitze; Höhe ca. 6 cm). Dieses Objekt ist als sakrosankt zu deuten.

## Bauwerke
Die Pfarrkirche des Ortsteils Mġarr ist schon von der Hauptinsel Malta aus zu sehen. Sie wurde im 20. Jahrhundert im neugotischen Stil erbaut. Die frühere Kirche war zu klein für die wachsende Gemeindebevölkerung geworden. Im Ort Għajnsielem gibt es darüber hinaus noch weitere drei Kirchengebäude.

## Gemeindepartnerschaft
Zwischen Għajnsielem und der italienischen Gemeinde Tolfa in der Metropolitanstadt Rom, Region Latium, bestehen seit 2002 partnerschaftliche Beziehungen.